# Incident Management

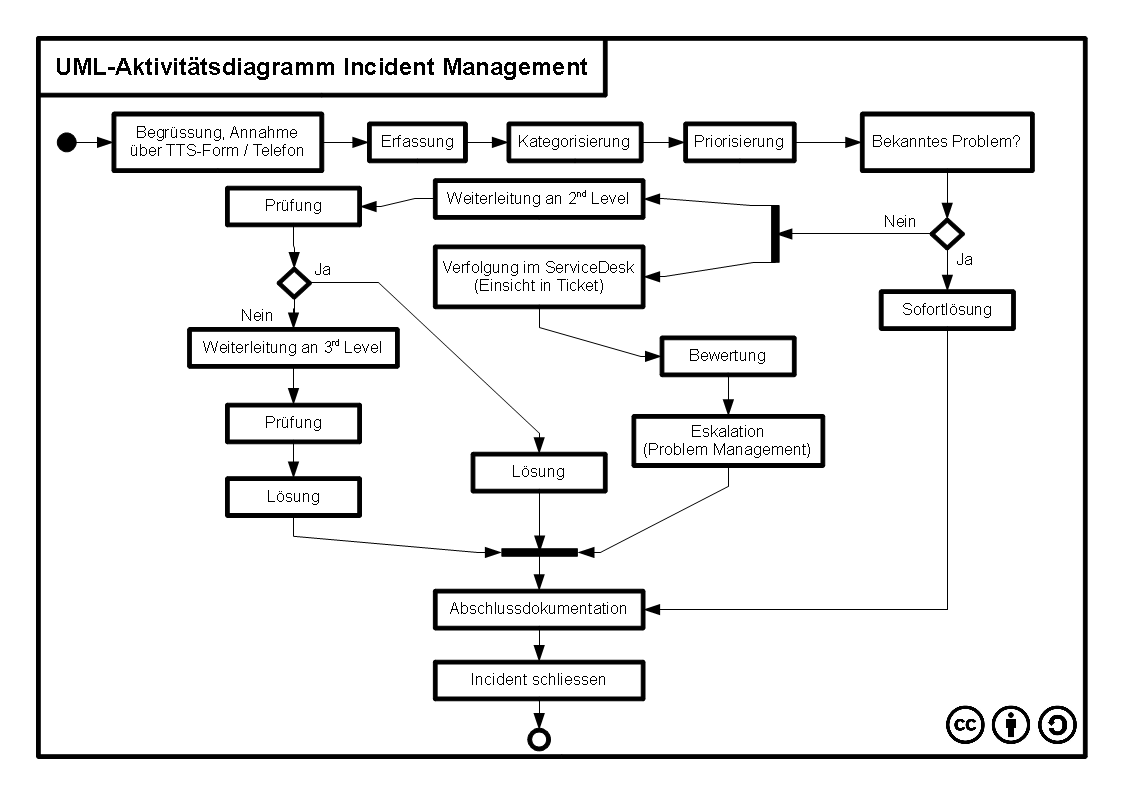
Aktivitätsdiagramm Incident Management

IT-Incident Management bzw. IT-Störungsmanagement umfasst typischerweise den gesamten organisatorischen und technischen Prozess der Reaktion auf erkannte oder vermutete Sicherheitsvorfälle bzw. Betriebsstörungen in IT-Bereichen sowie hierzu vorbereitende Maßnahmen und Prozesse. Das Spektrum möglicher Vorfälle reicht dabei von technischen Problemen und Schwachstellen bis hin zu konkreten Angriffen auf die IT-Infrastruktur. IT-Incident-Management im engeren Sinne muss dabei sowohl organisatorische als auch rechtliche sowie technische Detailfragen berücksichtigen.
Ziel des Incident-Management-Prozesses ist die schnellstmögliche Wiederherstellung der Service-Leistung (auch mit Workarounds).
Definitionen nach ITIL 4:
- Incident: „Eine nicht geplante Unterbrechung eines Service oder eine Qualitätsminderung eines Service.“
- Incident Management: „Der Zweck der Incident Management Practice ist das Minimieren der negativen Auswirkungen von Incidents, indem der normale Servicebetrieb schnellstmöglich wiederhergestellt wird.“

Incidents werden mit Hilfe von Trouble Tickets dokumentiert. Für die Entgegennahme und Überwachung der Tickets ist ein Servicedesk zuständig.